# Shīrāzak
Shīrāzak (persiska: شيرازك, شَرَزَك) är en ort i Iran.   Den ligger i provinsen Qazvin, i den nordvästra delen av landet, 170 km väster om huvudstaden Teheran. Shīrāzak ligger 1 357 meter över havet och antalet invånare är 705.
Terrängen runt Shīrāzak är platt åt nordost, men åt sydväst är den kuperad. Terrängen runt Shīrāzak sluttar österut.Runt Shīrāzak är det ganska glesbefolkat, med 29 invånare per kvadratkilometer. Närmaste större samhälle är Maḩmūdābād Nemūneh, 19,1 km öster om Shīrāzak. Trakten runt Shīrāzak består i huvudsak av gräsmarker.